# گویش تونی
گویش تونی یا گویش فردوسی یکی از گویش‌های فارسی خراسانی در شرق ایران است و زیر مجموعه‌ای از زبان فارسی نو می‌باشد ولی به دلیل تفاوت ساختاری که در صرف افعال، جمله‌بندی، وزن و ادای واژگان دارد درک آن را برای شنونده ناآشنا بسیار دشوار می‌نماید. افرادی که با این گویش تکلم می‌کنند، بیش از صد هزار نفر برآورد می‌شود.

## محدوده جغرافیایی گویشوران
1. استان خراسان جنوبی: شهرستان فردوس
2. استان خراسان رضوی: شهر کاخک
3. استان خراسان جنوبی: شهرستان سرایان
4. استان خراسان جنوبی: شهر خضری دشت‌بیاض

## دستور زبان
برخی از افعال ساده در این گویش به صورت مرکب به کار می‌روند مانند:
| زبان فارسی | گویش تونی |
| ---------- | --------- |
| پوشیدن     | هوبر کِردن |

برخی افعال مرکب در این گویش به صورت پیشوندی به کار می‌روند مانند:
| زبان فارسی           | گویش تونی |
| -------------------- | --------- |
| برنده شدن، پیروز شدن | وَبُردن     |

نکته دیگری که در این گویش بسیار به چشم می‌خورد پیشوندهایی است که بر سر اغلب افعال قرار می‌گیرند:
- پیشوند «وا» در اکثر افعال در حالت امر به جای پیشوند «ب» به کار می‌رود مانند:

| زبان فارسی | گویش تونی | زبان فارسی | گویش تونی |
| ---------- | --------- | ---------- | --------- |
| بده        | واده      | بپرس       | واپرس     |

- پیشوند «ور» که اغلب به جای «بر» در فعل امری بکار می‌رود مانند:

| زبان فارسی     | گویش تونی | زبان فارسی | گویش تونی |
| -------------- | --------- | ---------- | --------- |
| بلند شو، برخیز | ورخز      | بردار      | وردر      |

- پیشوند «د» که هم در حالت امری و هم در حالت غیر امری به کار می‌رود مانند:

| زبان فارسی | گویش تونی |
| ---------- | --------- |
| خواهم بست  | دخُم بس    |

- پیشوند (ب-م) مانند فارسی کهن دری برای منفی کردن بر سر افعال می‌آید مانند:

| زبان فارسی | گویش تونی |
| ---------- | --------- |
| نرو        | بِمرو      |

- پیشوند (ب-ن) برای برخی از افعال نفی به کار می‌رود مانند:

| زبان فارسی | گویش تونی |
| ---------- | --------- |
| نرفتن      | بِنری      |

## افعال و مصدرها و ضمایر
| زبان فارسی | گویش تونی | زبان فارسی | گویش تونی |
| ---------- | --------- | ---------- | --------- |
| آب خوردم   | اوُمْ خا    | آمدم       | بِیَمَدُوم    |
| می‌خواستم   | مَیَدُوم     | افتادم     | هُوفتِیِدوُم  |
| خواهد شد   | خَد شُوُ     | خواهد بود  | خَد بُوُ     |
| نشستم      | هُونشَستُوم  | خواهم کرد  | خُوم کِی    |
| نشان دادن  | نَوُندَن     | نمی‌باشد    | نِمَبَه      |
| ویران شد   | هُوتُنْبِیده  | فروریخت    | هُوشِلیده   |
| له شده     | بِکُرچِیده   | لیز خوردن  | خِلِشِیدن    |
| کامل شده   | بُود شوده  | شکفتن      | شَخِیدَه     |
| نماند      | بِنِمُن      | خیس شدن    | دِرِزگ شُودن |

### ضمایر
ضمایر شخصی و ضمایر اشاره
| مفرد | جمع   |
| ---- | ----- |
| مَه   | مایو  |
| ای   | ایِنُو  |
| تو   | شمایو |
| اوُ   | اوُنو  |

### افعال
گذشته فعل نشستن
| مفرد    | جمع      |
| ------- | -------- |
| هُونشَسْتُم | هُونْشَستَمَه |
| هُونشَستِد | هُونشَسَتَتَه |
| هُونشَسِتَشْ | هُونشَسَتَشَه |

حال فعل نشستن
| مفرد     | جمع       |
| -------- | --------- |
| هُومَنشیِنُم | هُومَنشِینَم  |
| هُومَنشیِنِی | هُومَنشِینَه  |
| هُومَنشِینَد | هُومَنشِینَنَد |

آینده فعل نشستن
| مفرد     | جمع       |
| -------- | --------- |
| هُوخُومنِشَس | هُوخَم نِشَس  |
| هُوخِی نِشَس | هُوخَه نِشَس  |
| هُوخَد نِشَس | هُوخَند نِشَس |

## آواشناسی گویش تونی
در برخی واژگان حرف "خ"به جای صامت"ق" به کار می‌رود
مانند:
| زبان فارسی | گویش تونی |
| ---------- | --------- |
| یقه        | یخه       |

در برخی واژگان حرف "ب" حذف و تبدیل پیشوند افعال به صورت گذشته خود " v" به کار می‌رود مانند:
| زبان فارسی | گویش تونی | زبان فارسی | گویش تونی |
| ---------- | --------- | ---------- | --------- |
| سبز        | سوز       | چوب        | چو        |

در برخی واژگان حرف "پ" به حرف "ف" تغییر نیافته و به صورت گذشته خود به کار می‌رود مانند:
| زبان فارسی | گویش تونی |
| ---------- | --------- |
| گوسفند     | گوسپند    |

واژگانی که با شین یا سین شروع می‌شوند صدای اُ یا اِ به کار می‌روند مانند:
| زبان فارسی | گویش تونی | زبان فارسی | گویش تونی |
| ---------- | --------- | ---------- | --------- |
| شتر        | اُشتر      | شکم        | اِشکم      |

در برخی از واژگان حرف"و" به جای "ف" استفاده می‌شود مانند:
| زبان فارسی | گویش تونی |
| ---------- | --------- |
| کفش        | کوش       |

در برخی از واژگان صامت‌های "ت" و "ن" حذف می‌شود مانند:
| زبان فارسی | گویش تونی |
| ---------- | --------- |
| دست        | دس        |

برخی واژگان ساده به صورت مرکب به کار می‌روند که عموماً از ترکیب اسم + مصدر یا پیشوند + اسم یا به صورت ترکیبی از مضاف + مضافٌ‌الیه ساخته می‌شوند مانند:
| زبان فارسی | گویش تونی | زبان فارسی | گویش تونی |
| ---------- | --------- | ---------- | --------- |
| باجناغ     | هم زلف    | ملاقه      | اُگردو     |

## واژگان
برخی واژگان این گویش کهن با زبان‌های ایرانی غربی همچون لری مشترک است.
| زبان فارسی    | گویش تونی  | زبان فارسی | گویش تونی | زبان فارسی | گویش تونی | زبان فارسی | گویش تونی |
| ------------- | ---------- | ---------- | --------- | ---------- | --------- | ---------- | --------- |
| آب            | اُو         | شتر        | اُشتر      | ستاره      | اِستَره     | سالم       | دُرواخ     |
| ترسیدن        | اَراز       | شب         | شُو        | خواب       | خُو        | سبز        | سُوز       |
| لجبازی        | اِستِیزه     | تمام       | هَجاش      | عمدی       | اَلادَر     | ناودان     | نَتُوا      |
| نگران         | دِلَنْدَروا    | سرشب       | نُماشُوم    | برادر      | بُرار      | دیشب       | دُوشنَه     |
| مادر          | مَه مَه، ننه | چشم        | چَش        | لثه        | اَرُوک      | ناپسند     | اَنَاییْ     |
| باردار، حامله | اَوُست       | حالا       | اُزمَلَر     | به اندازه  | بُغادَه     | گهواره     | باچُو      |
| گونه          | بُک         | ردیف       | پَستا      | سوگواری    | پُرسَه      | سرحال      | هَه جِیر    |
| ایستاده       | هه لک      | آماده      | تَیار      | با حوصله   | تِزوک      | کوچک       | خُردُک      |
| چوب نازک      | خَلَاشَه      | آرنج       | زَنگِیچَه    | چانه       | زَنَخ       | دندان      | نک        |
| صحرا          | کَزَه        | مزرعه      | کِشمُو      | آفتاب      | افتو      | باران      | بارو      |

## اشعار
مهم‌ترین اثر مکتوب و به جامانده از این گویش دیوان میرتونی مربوط به سده نهم هجری قمری است. دو بیت از اشعار میر تونی
| هَشمی نُونِ جوُ و مَستُ مَلنگی نِمَبَه |  | سَر بُزرگی خَر لَنگُ پوخ هُ توگی نِمَبَه   |
| با شَغالُن سَر کوچه ما وَنِچخی    |  | چون اونو مَدی ینو مَده خَه جَنگی نِمَبَه |

## صداها در گویش تونی
واژه‌هایی که برای صداهای مختلف به کار می‌روند، این واژه‌ها در اکثر موارد با اضافه شدن ساکن «سین» و «تا» ساخته می‌شوند.
| زبان فارسی                  | گویش تونی |
| --------------------------- | --------- |
| صدای شکستن                  | جِرینگَستَ   |
| صدای افتادن جسم سنگین       | گُرمْبَستَ    |
| صدای افتادن جسم سبک         | تُرپَستَ     |
| صدای کشیده شدن ورق          | خِشَستَ      |
| صدای آتش گرفتن              | هُوفَستَ     |
| صدای عبور وسیله تندرو       | وِژَستَ      |
| صدای سیلی                   | شَرقَستَ     |
| صدای ترکیدن                 | تَرقَستَ     |
| صدای خورد شدن جسم زیر دندان | کُرُچَستَ     |
| صدای افتادن غیرمنتظره جسم   | هووستَ     |